# Krasni (Iujni)
Krasni - Красный (rus) - és un khútor del krai de Krasnodar, a Rússia. Es troba als vessants septentrionals del Caucas occidental, a la vora de l'embassament de Varnavínskoie sobre el riu Adagum, a 8 km al nord de Krimsk i a 78 km a l'oest de Krasnodar, la capital. Pertany al municipi de Iujni.